# Julia Hickelsberger-Füller
Julia Hickelsberger-Füller (* 1. August 1999 in St. Pölten) ist eine österreichische Fußballspielerin. Sie stand drei Jahre bei dem deutschen Bundesligisten TSG 1899 Hoffenheim unter Vertrag, ehe sie 2025 in die Türkei zu Galatasaray Istanbul wechselte.

## Karriere

### Vereine
Zum Fußball kam die Mittelfeldspielerin durch Mitschüler in der ersten Klasse Volksschule, wo Freunde sie für das Ballspiel begeistern konnten. 2014 begann Hickelsberger-Füller ihre Vereinskarriere offiziell beim SV Neulengbach. Mit ihrer Schwester Sonja Hickelsberger-Füller spielte sie später mehrere Jahre beim SV Neulengbach und zeigte starke Leistungen in der höchsten Spielklasse der österreichischen Frauen-Bundesliga. Im Winter 2018/19 wechselte sie zu dem österreichischen Serienmeister SKN St. Pölten.
Im Sommer 2022 wechselte Hickelsberger-Füller zur TSG Hoffenheim und spielte dort bis zum Ende der Saison 2024/25. Im Sommer 2025 wechselte Hickelsberger-Füller zu der Frauenabteilung von Galatasaray Istanbul.

### Nationalmannschaft
Am 27. Februar 2019 feierte Hickelsberger-Füller ihr Debüt in der österreichischen Nationalmannschaft gegen die amtierenden Afrika-Meisterinnen Nigeria und feierte prompt einen 4:1-Sieg bei dem ersten Länderspieleinsatz. Ihr erstes Länderspieltor erzielte Hickelsberger-Füller gegen Nordmazedonien in der EM-Qualifikation 2022.

## Auszeichnungen
- 2022: Österreichs Fußballerin des Jahres